# Петров (Ивано-Франковская область)
Пе́тров (укр. Петрів) — село в Олешанской сельской общине Ивано-Франковского района Ивано-Франковской области Украины.
Население по переписи 2001 года составляло 914 человек. Занимает площадь 16,372 км². Почтовый индекс — 78041. Телефонный код — 03479.

## История
Первая письменное упоминание во второй половине XVII века.

### Австрийская оккупация
В ХІХ-м века принадлежал семе Романовских

### Советский период
Построен колхоз "Путь Ленина"

### Украина
25 марта 2018 года в селе с визитацией побывал епископ Василий (Ивасюк). 21 ноября 2018 года в селе побывал епископ Коломыйский УГКЦ Василий (Ивасюк) и освятил престол

## Памятки
- Церковь Успения Пресвятой Богородицы (2000 г.) УГКЦ[4]
- Петровская липа ботаническая памятка природы

## Известные люди
- Василий (Ивасюк) епископ Коломыйский УГКЦ несколько раз посетил село

## Религия
В селе действует приход УГКЦ настоятель о.Андрей Онуфрак

## Археология
- Поселение позднего палеолита[1]
- Древнерусское городище[1]
- Петровский замок остатки которого обнаружили в ХІХ-м веке